# Jørn Lund (cyklist)
Jørn Lund, född den 26 augusti 1944 i Astrup, Danmark, är en dansk tävlingscyklist som tog OS-brons i lagtempoloppet vid olympiska sommarspelen 1976 i Montréal.